# Homaea addisonae
Homaea addisonae är en fjärilsart som beskrevs av George Francis Hampson 1914. Homaea addisonae ingår i släktet Homaea och familjen nattflyn. Inga underarter finns listade i Catalogue of Life.